# Raveniola nana
Espèce
Raveniola nana est une espèce d'araignées mygalomorphes de la famille des Nemesiidae.

## Distribution
Cette espèce est endémique de la province de Hatay en Turquie,. Elle se rencontre vers Hassa.

## Description
La femelle holotype mesure 10,97 mm.

## Étymologie
Son nom d'espèce lui a été donné en référence à sa petite taille.

## Publication originale
- Zonstein, Kunt & Yağmur, 2018 : A revision of the spider genus Raveniola (Araneae, Nemesiidae). I. Species from Western Asia. European Journal of Taxonomy, no 399, p. 1-93 (texte intégral).